# Floyd Newman
Pour les articles homonymes, voir Newman.
Floyd Newman, né le 17 août 1931 à Memphis (Tennessee) et mort le 23 mai 2023, est un saxophoniste, musicien de studio, chef d'orchestre et compositeur américain de soul et de rhythm and blues.
Pendant longtemps, il est associé à Stax Records, en tant que saxophoniste baryton et en tant que membre de la section de cuivres des Mar-Keys et des Memphis Horns. À ce titre, il enregistre avec des artistes aussi prestigieux qu'Otis Redding, Wilson Pickett ou Aretha Franklin.

## Biographie
Floyd Sidney Newman III grandit  dans une famille de musiciens amateurs. Son père, Floyd Newman Jr. joue du saxophone et du violon, tandis que sa mère, Lillian Hill Newman, est pianiste. Il fréquente la Booker T. Washington High School, dans laquelle étudient également Rufus Thomas, Al Jackson, William Bell, David Porter, Andrew Love, Maurice White et Booker T. Jones. En 1952, il effectue son service militaire dans une fanfare de l'US Army à Fort Benning, en Géorgie.
À la fin des années 1940, Floyd Newman devient membre de la B. B. King Review avec, entre autres, George Coleman et George Joyner. Newman déménage ensuite à Détroit, où il enregistre avec Jackie Brenston, puis tourne avec Sam Cooke ou Jerry Butler, avant de revenir à Memphis. Il dirige alors un groupe qui se produit au Plantation Inn à West Memphis, comprenant Howard Grimes à la batterie, Joe Woods à la guitare et Isaac Hayes aux claviers. En 1963, ce line-up enregistre un 45 tours, Frog Stomp, co-écrit par Newman et Hayes. Auparavant, ils se sont côtoyés tous deux dans le groupe maison de Ben Branch au Tropicana Club, avec Hayes comme chanteur.
Au début des années 1960, Floyd Newman a rejoint The Mark-Keys, dont le premier single, Last Night, se classe 2e des charts Rhythm and blues et 3e du Billboard Hot 100 en 1961. C'est lui qui prononce les seules paroles de ce morceau instrumental : « Ooooh... Last Night ». Il co-écrit également la plupart des titres du groupe.
En tant que membre de la section de cuivres maison de Stax, en 1965, il est l'un des fondateurs des Memphis Horns, avec Wayne Jackson et Gene "Bowlegs" Miller aux trompettes, Andrew Love au sax ténor et lui-même au sax baryton. Newman participe ainsi à de nombreux enregistrements d'artistes de la firme, comme Otis Redding, Carla Thomas, Booker T. and the M.G.'s, Eddie Floyd, Johnnie Taylor ou Don Covay. Mais il joue aussi avec les vedettes d'Atlantic, notamment Wilson Pickett et Aretha Franklin, ou d'autres labels, tels qu'Etta James, Dionne Warwick, Stephen Stills, Elvis Presley, Frank Sinatra ou Barbra Streisand. En 1973, Newman accompagne Isaac Hayes pour le fameux concert de Wattstax.
Par la suite, Floyd Newman travaille en tant que directeur musical, mais aussi comme conseiller d'orientation pour les écoles de la région. Il est honoré d'une « note de cuivre » sur le Walk of Fame de Beale Street, à Memphis, en 2016.
En 2018, à l'occasion de son 50e anniversaire de mariage, il fait don au Stax Museum du saxophone que son père lui avait offert en 1949, le seul instrument sur lequel il ait joué tout au long de sa carrière.

## Discographie

### En tant que leader / co-leader
- 1963 Frog Stomp / Sassy (Stax)

### En tant que sideman
- 1964 : Pain In My Heart – Otis Redding
- 1965 :
  - Boss of the Blues – B.B. King
  - The Great Otis Redding Sings Soul Ballads – Otis Redding
  - Soul Dressing – Booker T. and the M.G.'s
  - Otis Blue: Otis Redding Sings Soul – Otis Redding
  - In the Midnight Hour – Wilson Pickett
- 1966 :
  - The Exciting Wilson Pickett – Wilson Pickett
  - Complete & Unbelievable: The Otis Redding Dictionary of Soul – Otis Redding
  - The Soul Album – Otis Redding
- 1967 :
  - The Sound of Wilson Pickett – Wilson Pickett
  - The Wicked Pickett – Wilson Pickett
  - King & Queen – Otis Redding et Carla Thomas
  - King Size Soul – King Curtis
  - Wanted: One Soul Singer – Johnnie Taylor
- 1968 :
  - Tell Mama – Etta James
  - I'm in Love – Wilson Pickett
  - The Dock of the Bay – Otis Redding
  - Aretha Now – Aretha Franklin
- 1969 : Boz Scaggs – Boz Scaggs
- 1970 :
  - Melody Fair – Lulu
  - To Bonnie from Delaney – Delaney & Bonnie
- 1971 : Stephen Stills 2 – Stephen Stills
- 1973 : Hey Now Hey (The Other Side of the Sky) – Aretha Franklin
- 1975 :
  - Chocolate Chip – Isaac Hayes
  - Disco Connection – Isaac Hayes
- 1976 : Groove-A-Thon – Isaac Hayes